# 本·麦克勒莫尔
本·愛德華·麦克勒莫尔三世（1993年2月11日—）為美国男子篮球运动员。麦克勒莫尔生于密苏里州圣路易斯，其父为本·麦克勒莫尔二世（Ben McLemore II），其母为桑娅·瑞德（Sonya Reid）。他是五个孩子中的老四。他的体型、竞技方式和技能组合常被拿来和雷·阿伦相比。
大学时为堪萨斯大学校队打球，在2013年NBA选秀首轮第7顺位被萨克拉门托国王选走。
2023年2月初山東媒體報導麦克勒莫尔為中国男子篮球职业联赛山东麒麟陣中2022-23賽季第五位外援。2月5日，山东麒麟宣布麦克勒莫尔加入球隊。但山东麒麟因為外援欠薪問題被FIBA制裁遲遲無法註冊麦克勒莫尔，制裁期間山东麒麟都與有CBA資歷的外援合作。3月10日，山东麒麟完成註冊麦克勒莫尔。8月6日，AEK雅典宣布與麦克勒莫尔完成簽約。12月11日，AEK雅典宣布與麦克勒莫尔結束合作關係。12月22日，布雷奥干宣布與麦克勒莫尔達成協議。2024年8月23日，土耳其籃球超級聯賽梅克澤芬迪宣布簽下麦克勒莫尔。